# حسن الشريف
حسن قاسم الشريف لاعب كرة قدم سعودي ، يلعب كمدافع لعب سابقاً في نادي الذهب.